# Liste der Kulturgüter in Safenwil
Die Liste der Kulturgüter in Safenwil enthält alle Objekte in der Gemeinde Safenwil im Schweizer Kanton Aargau, die gemäss der Haager Konvention zum Schutz von Kulturgut bei bewaffneten Konflikten, dem Bundesgesetz vom 20. Juni 2014 über den Schutz der Kulturgüter bei bewaffneten Konflikten sowie der Verordnung vom 29. Oktober 2014 über den Schutz der Kulturgüter bei bewaffneten Konflikten unter Schutz stehen.
Objekte der Kategorie A sind im Gemeindegebiet nicht ausgewiesen, Objekte der Kategorie B sind vollständig in der Liste enthalten, Objekte der Kategorie C fehlen zurzeit (Stand: 1. Januar 2022).

## Kulturgüter
| Foto |                                                                 | Objekt                               | Kat. | Typ | Standort                     | Beschreibung |
| ---- | --------------------------------------------------------------- | ------------------------------------ | ---- | --- | ---------------------------- | --- |
| BW   | Datei hochladen · Wikidata zu Ehemaliges Bauernhaus (Q29580643) | Ehemaliges Bauernhaus KGS-Nr.: 15732 | B    | G   | Bärengasse 1 641838 / 241293 | 1826 erbautes ehemaliges Bauernhaus. Stattlicher Mauerbau mit reich gestaltetem Wohnteil und angebautem Ökonomieteil unter durchlaufendem Knickwalmdach. Fassaden mit rustizierten Sandsteinlisenen. |
| BW   | Datei hochladen · Wikidata zu Ruine Scherenberg (Q2175418)      | Scherenberg KGS-Nr.: 15733           | B    | F   | Schlosswies 641245 / 241065  | Mittelalterliche Burgstall. Um 1200 von den Freiherren von Belp erbaut, im 14. Jahrhundert verfallen.                                                                                                |